# Nipponoserica elliptica
Nipponoserica elliptica är en skalbaggsart som beskrevs av Siuiti Murayama 1938. Nipponoserica elliptica ingår i släktet Nipponoserica och familjen Melolonthidae. Inga underarter finns listade i Catalogue of Life.